# کازویوکی فوجیتا
کازویوکی فوجیتا (انگلیسی: Kazuyuki Fujita؛ زادهٔ ۱۶ اکتبر ۱۹۷۰) کشتی‌گیر کشتی حرفه‌ای، ورزشکار هنرهای رزمی ترکیبی و کشتی‌گیر اهل ژاپن است.